# Beuzeville
Beuzeville is een gemeente in het Franse departement Eure (regio Normandië). De plaats maakt deel uit van het arrondissement Bernay. Beuzeville telde op 1 januari 2022 4.697 inwoners.

## Geografie
De oppervlakte van Beuzeville bedroeg op 1 januari 2022 23,25 vierkante kilometer; de bevolkingsdichtheid was toen 202 inwoners per km².

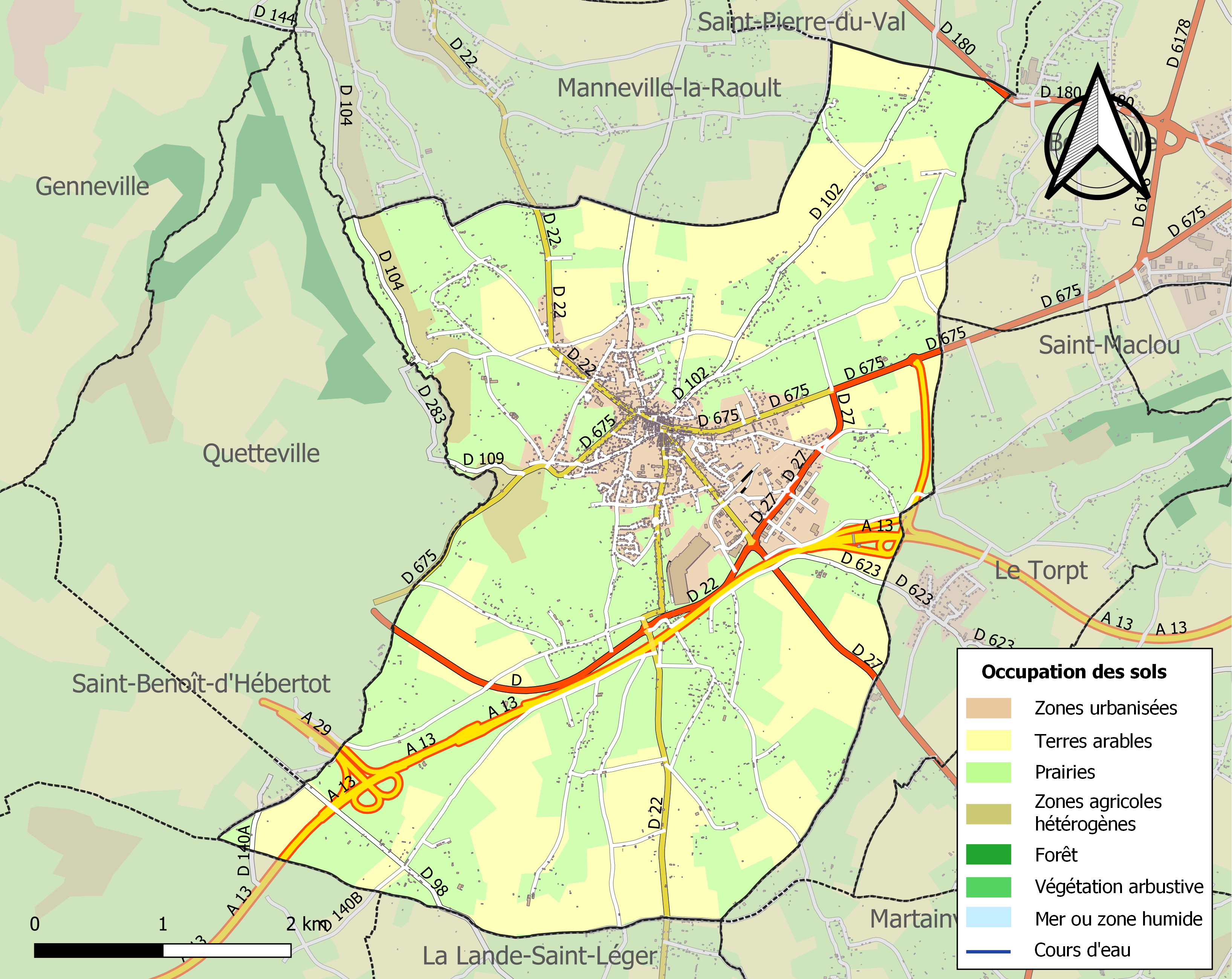
Kaart van de gemeente met belangrijkste infrastructuur, bodemgebruik en omliggende gemeenten

## Demografie
Onderstaande figuur toont het verloop van het inwonertal (bron: INSEE-tellingen).

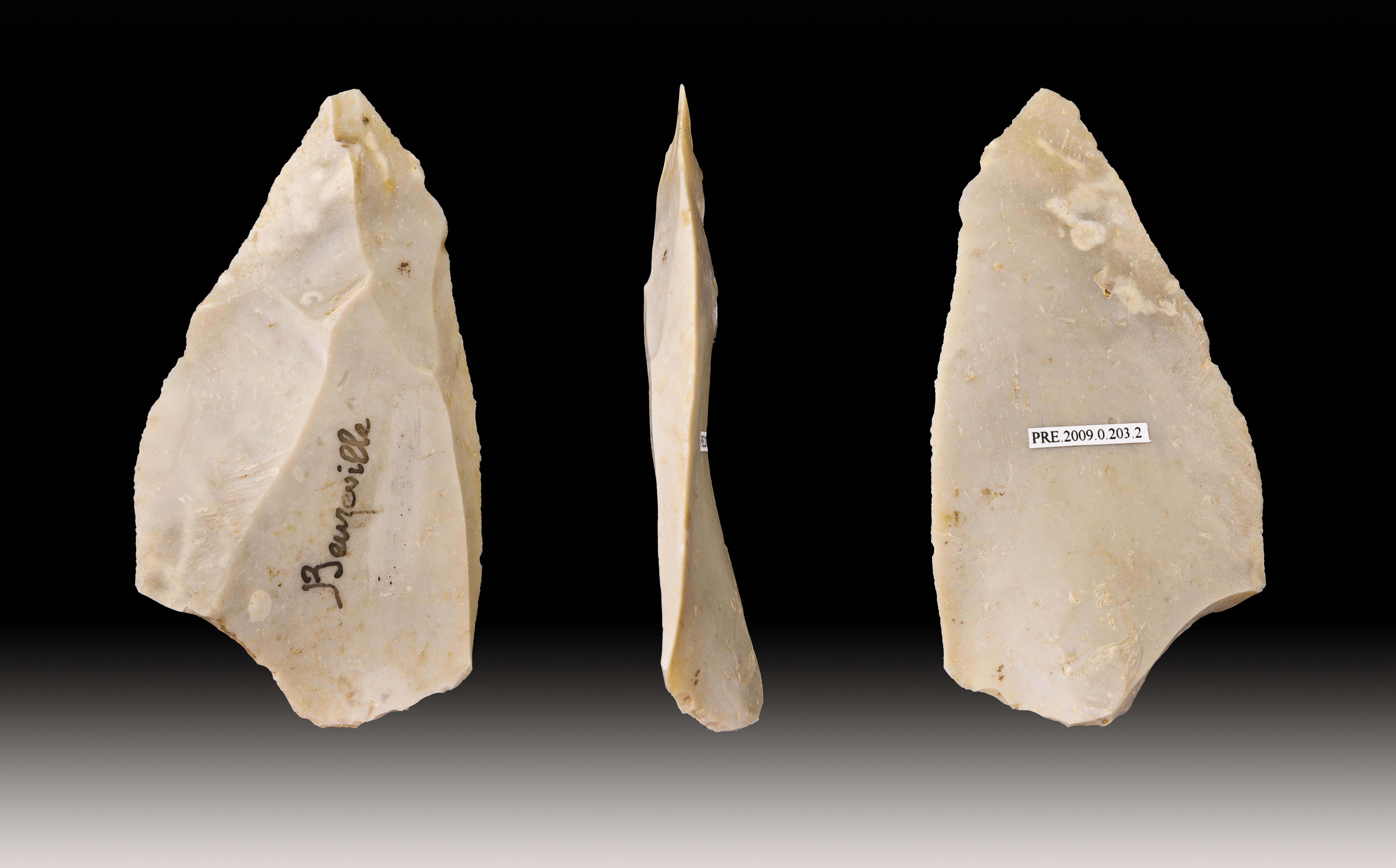
Levallois Points – Beuzeville